# جشن بهاربد
جشن بهاربد از جشن‌های ایرانی است پانزدهم اردیبهشت برگزار می‌شود. روز جشن باستانی است که ریشه اش به زمان زرتشت پیامبر بازمی‌گردد، جشن میانه بهار یا جشن باربد که تقریباً به کلی به فراموشی سپرده شده.
جشن‌های گاهنباری یا موسم‌های سالیانه، بازمانده ای از نوعی تقویم کهن در ایران باستان می‌باشد که کهن‌ترین گاهشمار شناخته شده ایرانی است. در این سیستم، به جای دوازده ماه، هشت بخش وجود داشت که شامل چهار فصل و چهار نیم فصل می‌شد. پس از پایان این هشت بخش، سال نو را که مصادف بود با اول تابستان، جشن می‌گرفتند.
این قضیه را می‌توان از صحبت پدربزرگ‌ها و مادربزرگ‌ها فهمید که به جای اینکه اسم ماه خاصی را بیاورند، می‌گویند امروز بیستم بهار هست یا اینکه پنج روز به تابستان مانده‌است. هرکدام از این بازه‌های زمانی، نام و جشنی ویژه داشت که جشن مربوط به روز پانزده اردیبهشت، جشن باربد یا جشن میانه بهار بود. هرچند که به‌طور دقیق، روز شانزده اردیبهشت میانه بهار محسوب می‌شود، البته به دلیل اینکه ماه‌های فصل بهار ۳۱ روزه است، میانهٔ بهار برابر با شانزدهم اردیبهشت می‌باشد.
حتی می‌توانیم جشن‌های گذشته را با آداب و رسوم نوین تلفیق کنیم و جذابیت بیشتری به جشن‌ها بدهیم، یکی از ایده‌هایی که می‌توانیم به جشن‌ها و مهمانی‌های خود رنگ لعاب بیشتری دهیم استفاده از لوازم و تم‌های جشن است که بسیار زیبا و جذابند.

## بهاربد از دیدگاه اساطیری
اما در قدیم و حتی امروزه، عملاً پانزدهمین روز ماه دوم هر فصل به عنوان میانهٔ آن فصل شناخته می‌شود. در واقع این روز را مصادف با روزی می‌دانند که نماینده خدا بر زرتشت ظاهر شد و او را به انجمنی در کرانه رود دائیتی برد و اهورامزدا رسالتش را به او ابلاغ کرد. متأسفانه اکنون دیگر کمتر جایی را می‌بینیم که مراسم مخصوص این جشن را برگزار نمایند و تنها باقی مانده‌هایی از این مراسم زیبا، در جاهایی مثل حوض سعدیه شیراز و چشمه کناری آن برگزار می‌شود.